# Dikasterium pro bohoslužbu a svátosti
Dikasterium pro bohoslužbu a svátosti (latinsky Dicasterium de cultu divino et disciplina sacramentorum) je dikasterium římské kurie, které má za úkol starat se o liturgii, včetně s ní spojeného sakrálního umění a liturgické hudby. K jejím úkolům mj. patří udílení titulů Bazilika minor.

## Historie
Kongregace ritů (kongregace pro obřady) byla založena v roce 1588 papežem Sixtem V., a je předchůdcem dnešního Dikasteria. Dne 8. května 1969 papež Pavel VI. vyčlenil z kongregace ritů novou Kongregaci pro blahořečení a svatořečení, a vznikla tak Kongregace pro bohoslužbu. Roku 1975 byla sloučena s Kongregací pro disciplínu svátostí, ustanovenou již v roce 1908 a vznikla tak Kongregace pro bohoslužbu a svátosti (Congregatio de Cultu Divino et Disciplina Sacramentorum). Papež František apoštolskou konstitucí Praedicate Evangelium k 5. červnu 2022 změnil název této organizace na "Dikasterium pro bohoslužbu a svátosti".

## Seznam prefektů
- kardinál Domenico Ferrata (26. 10. 1908 – 2. 1. 1914)
- kardinál Filippo Giustini (14. 10. 1914 – 17. 3. 1920)
- kardinál Michele Lega (20. 03. 1920 – 16. 12. 1935)
- kardinál Domenico Jorio (20. 12. 1935 – 21. 10. 1954)
- kardinál Benedetto Aloisi Masella (27. 10. 1954 – 11. 1. 1968)
- arcibiskup Francesco Carpino (pro-prefekt 7. 4. 1967 – 26. 6. 1967)
- kardinál Francis John Brennan (15. 1. 1968 – 2. 7. 1968)
- kardinál Antonio Samorè (1. 11. 1968 – 25. 1. 1974)
- kardinál James Robert Knox (1. 7. 1974 – 4. 8. 1981)
- kardinál Giuseppe Casoria (pro-prefekt 24. 8. 1981 – 3. 2. 1983, prefekt 3. 2. 1983 – 8. 4.1984)
- kardinál Paul Augustin Mayer OSB (pro-prefekt 8. 4.1984 – 27. 5. 1985, prefekt 27. 5. 1985 – 1. 7. 1988)
- kardinál Eduardo Martínez Somalo (1. 7. 1988 – 21. 1. 1992)
- kardinál Antonio María Javierre Ortas SDB (24. 1. 1992 – 21. 6. 1996)
- kardinál Jorge Medina Estévez (pro-prefekt 21. 6. 1996 – 23. 2. 1998, prefekt 23. 2. 1998 – 1. 10. 2002)
- kardinál Francis Arinze (1. 10. 2002 – 9. 12. 2008)
- kardinál Antonio Cañizares Llovera (29. 12. 2008 – 28. 8. 2014)
- kardinál Robert Sarah (24. 11. 2014 – 20. 2. 2021)
- kardinál Arthur Roche (od 27. 5. 2021)[2]